# Arandu Arakuaa
Arandu Arakuaa es una banda brasileña de folk metal formada en la capital del país, Brasília. Se destaca por mezclar heavy metal extremo con música folclórica brasileña, específicamente melodías indígenas. Sus letras también reflejan las culturas indígenas, refiriéndose a sus mitos y ritos. Junto a las bandas Aclla, Armahda, Cangaço, Hate Embrace, MorrigaM, Tamuya Thrash Tribe y Voodoopriest, forman el Levante do Metal Nativo (Oleada de Metal Nativo), un movimiento que reúne bandas que mezclan heavy metal con elementos musicales típicos de ese país y que escriben en letras nativas, respectivamente. El repertorio de Arandu Arakuaa destaca por tener canciones escritas totalmente en lengua tupí.
El guitarrista y fundador Zhândio Aquino afirma haber nacido y criado hasta los 24 años cerca de un territorio Xerente, en el estado de Tocantins, donde entró en contacto con la música indígena y la música regional brasileña, a saber (baião, catira, cantiga de roda, vaquejada, etc.). Cita a Metallica y Black Sabbath como sus influencias del lado del metal.

## Historia
Arandu Arakuaa significa "conocimiento de los ciclos del cielo" o "conocimiento del cosmos" en tupí-guaraní. El grupo comenzó en abril de 2008 cuando Zândhio Aquino comenzó a componer canciones en tupí antiguo. Después de algunos intentos fallidos con algunos músicos, la banda finalmente estableció su formación final entre octubre de 2010 y febrero de 2011 cuando los miembros Nájila Cristina, Adriano Ferreira y Saulo Lucena se unieron a la agrupación.
En agosto de 2011, la banda realizó su primer show y lanzó su primer álbum de demostración en junio de 2012. Entre febrero y abril de 2013, grabaron su álbum debut, Kó Yby Oré (esta es nuestra tierra), lanzado más tarde ese año, en septiembre.

## Discografía

### EP
- 2012 - Arandu Arakuaa

### Álbumes de estudio
- 2013 - Kó Yby Oré
- 2015 - Wdê Nnãkrda
- 2018 - Mrã Waze

### Singles
- 2020 - Waptokwa Zawré

### Videografía
- 2013 - "Gûyrá"
- 2014 - "Aruanãs"
- 2015 - "Hêwaka Waktû"
- 2016 - "Ipredu"
- 2018 - "Huku Hêmba"
- 2018 - "Îasy"
- 2020 - "Waptokwa Zawré"

## Miembros
- Zândhio Huku – voces, guitarra, viola caipira, instrumentos indígenas, teclados
- Andressa Barbosa – bajo, voces
- Guilherme Cezario – guitarra, coros
- João Mancha – batería, percusión